# Гидроксид хрома(II)
Гидроксид хрома(II) — неорганическое соединение, гидроксид металла хрома с формулой Сr(OH)2, коричневое (гидрат — жёлтое) аморфное вещество, нерастворимое в воде, образует кристаллогидрат.

## Получение
- Действие разбавленных щелочей на раствор солей двухвалентного хрома в инертной атмосфере:

{\displaystyle {\mathsf {CrCl_{2}+2NaOH\ {\xrightarrow {H_{2}}}\ Cr(OH)_{2}\downarrow +2NaCl}}}

## Физические свойства
Гидроксид хрома(II) образует жёлтый осадок гидрата Сr(OH)2•4H2O при высушивании которого над концентрированной серной кислотой в токе водорода получают коричневый порошок безводного основания.
Не растворим в воде, р ПР = 19,7.

## Химические свойства
- Кристаллогидрат при нагревании разлагается:

{\displaystyle {\mathsf {2(Cr(OH)_{2}\cdot 4H_{2}O)\ {\xrightarrow {150^{o}C}}\ 2CrO(OH)+H_{2}+8H_{2}O}}}
- Реагирует с кислотами:

{\displaystyle {\mathsf {Cr(OH)_{2}+2HCl\ {\xrightarrow {}}\ CrCl_{2}+2H_{2}O}}}
- Окисляется кислородом воздуха:

{\displaystyle {\mathsf {4Cr(OH)_{2}+O_{2}+2H_{2}O\ {\xrightarrow {}}\ 4Cr(OH)_{3}}}}
- С концентрированной уксусной кислотой образует тёмно-красный осадок:

{\displaystyle {\mathsf {2Cr(OH)_{2}+4CH_{3}COOH\ {\xrightarrow {}}\ [Cr_{2}(H_{2}O)_{2}(CH_{3}COO)_{4}]\downarrow +2H_{2}O}}}
• Разлагается при нагревании в инертной атмосфере:
{\displaystyle {\ce {Cr(OH)2->[t^oC,Ne]CrO + H2O ^}}}